# Strafvollzugsarchiv
Das Strafvollzugsarchiv ist eine Institution zur Dokumentation von und Aufklärung über Recht und Rechtswirklichkeit in Gefängnissen, welche Anfang der 1970er-Jahre an der Universität Bremen entstanden ist,  sich aber seit 2012 in Dortmund befindet.

## Geschichte
Das Archiv wurde im Jahre 1979  im Zusammenhang mit den Arbeiten an der ersten Auflage des (Alternativ-)Kommentars zum Strafvollzugsgesetz (AK StVollzG) gegründet. Den Namen „Strafvollzugsarchiv“ erhielt es allerdings erst im Jahre 1983. Erster Mitarbeiter des Archivs war Denis Pécic, der damals als Freigänger aus dem Moritz-Liepmann-Haus jeden Werktag aus Hamburg anreiste. Ihm ist es zu verdanken, dass Kontakte zu den Gefangenenzeitungen hergestellt, sowie eine umfangreiche Korrespondenz mit einzelnen Gefangenen initiiert wurde.
Das Strafvollzugsarchiv hat am 31. Dezember 2011 seine Tätigkeit an der Universität Bremen eingestellt. Es wird jedoch von der Straf- und Migationsrechtlerin  Christine Graebsch sowie Sven-U. Burkhardt an der Fachhochschule Dortmund fortgeführt.

## Aufgabenbereich
Das Strafvollzugsarchiv befasst sich mit
- dem Sammeln von Gesetzesmaterialien, Gerichtsentscheidungen und Literatur
- Forschungsarbeiten zum Gefängniswesen
- der Publikation von Informationen über Gefängnisse
- der Beratung von Gefangenen in Fragen des Vollzugsrechts
- der Belieferung der Gefangenenzeitungen mit Rechtsinformationen.

Das Strafvollzugsarchiv gehört zu den Trägern des Ingeborg-Drewitz-Literaturpreis für Gefangene.

## Strafvollzugsarchiv e. V.
Seit dem 6. Februar 2006 existiert der eingetragene Verein Strafvollzugsarchiv e. V., dessen satzungsgemäßes Ziel die „Erhaltung und Förderung der wissenschaftlichen Arbeit des Strafvollzugsarchivs an der Universität Bremen“ ist. Nach Umzug des Strafvollzugsarchivs kommt diese Förderung in erster Linie der Erhaltung und Förderung des Archivs an der FH Dortmund zu.

## Ausgewählte Publikationen
- Infos zu rechtlichen Fragen. In: Deutsche Aids-Hilfe e. V. (Hrsg.), positiv in Haft. Ein Ratgeber für Menschen in Haft. 8. Auflage, Berlin 2011, S. 52–123.
- Johannes Feest, Strafvollzugsarchiv: Rückblick, Einblick, Ausblick. In: Sven Burkhardt, Christine Graebsch, Helmut Pollähne (Hrsg.) Korrespondenzen in Sachen: Strafvollzug, Rechtskulturen, Kriminalpolitik, Menschenrechte. Münster 2005, S. 276–286.
- Alternativsymposium zum Strafvollzug, anlässlich des Erscheinens der 4. Auflage des Alternativkommentars zum Strafvollzugsgesetz (AK-StVollzG). Redaktion: Kai Bammann. Bremen 2001.
- Johannes Feest, Wolfgang Lesting, Peter Selling, Totale Institution und Rechtsschutz. Eine Untersuchung zum Rechtsschutz im Strafvollzug. Opladen 1997.
- Wolfgang Lesting/Johannes Feest: Renitente Strafvollzugsbehörden. Eine rechtstatsächliche Untersuchung in rechtspolitischer Absicht. In: Zeitschrift für Rechtspolitik 1987, S. 390 ff.
- Johannes Feest/Wolfgang Lesting/Lindemann (Hrsg.) Kommentar zu den Strafvollzugsgesetzen, 7. Auflage, Köln 2017.
- Christine Graebsch/Sven-Uwe Burkhardt: Vergleichsweise menschlich? Ambulante Sanktionen als Alternative zur Freiheitsentziehung aus europäischer Perspektive. Wiesbaden: Springer 2015 (Schriftenreihe des Strafvollzugsarchivs).
- Verein für Rechtshilfe im Justizvollzug des Landes Bremen e. V. / Strafvollzugsarchiv e. V. (Hrsg.): Bremisches Strafvollzugsgesetz, mit Anmerkungen von Johannes Feest und Christina Lederer. Bremen 2016.